# Hans Erich Apostel
Hans Eric Apostel (Karlsruhe, 22 de gener de 1901 – Viena, 30 de novembre de 1972) fou un compositor i músic austríac.
El seu pare era director d'orquestra a Linz, ciutat on es traslladà la família el 190. El 1917 ingressà en el Conservatori de Viena, on estudià composició, essent deixeble de Schönberg i també va rebre algunes lliçons d'Alban Berg, influències que l'orientaren definitivament envers la música dodecafònica, perspectiva en la qual desenvolupà una producció que cal inscriure en el corrent de l'Escola de Viena.
La seva obra no és gaire amplia, però si molt meticulosa i minuciosa tècnicament, abastant diversos gèneres. D'ella se'n pot destacar:
- un Petit concert de cambra;
- les famoses Variacions orquestrals envers un tema de Haydn, la seva millor composició experimental;
- un Concert per a piano i orquestra;
- diversos quartets de corda;
- una Sonatina escrita per a oboè;
- la Serenata, la qual és una variació sobre un tema de Schubert;
- dues simfonies per a orquestra de cambra;
- una Sonatina que recull temes de Schumann; i un conjunt de cançons basades en poemes de Rilke, Hölderlin, Goethe, i d'altres autors romàntics.